# Сан Вито (Бреша)
Сан Вито је насеље у Италији у округу Бреша, региону Ломбардија.
Према процени из 2011. у насељу је живело 396 становника. Насеље се налази на надморској висини од 158 м.